# Richard Bona
Pour les articles homonymes, voir Bona.
Bona Penda Nya Yuma Elolo, plus connu sous le nom de Richard Bona, est un chanteur et bassiste américain d'origine camerounaise, né le 28 octobre 1967 à Minta au Cameroun.
Il commence sa carrière en tant qu'instrumentiste à Paris, puis se rend à New York. Il se produit et enregistre en solo depuis 1999. En 2004, il est récompensé aux Victoires du jazz. L'année suivante, son album Tiki est nommé aux Grammy Awards. En 2012, Richard Bona reçoit le grand prix jazz de la Sacem.

## Biographie

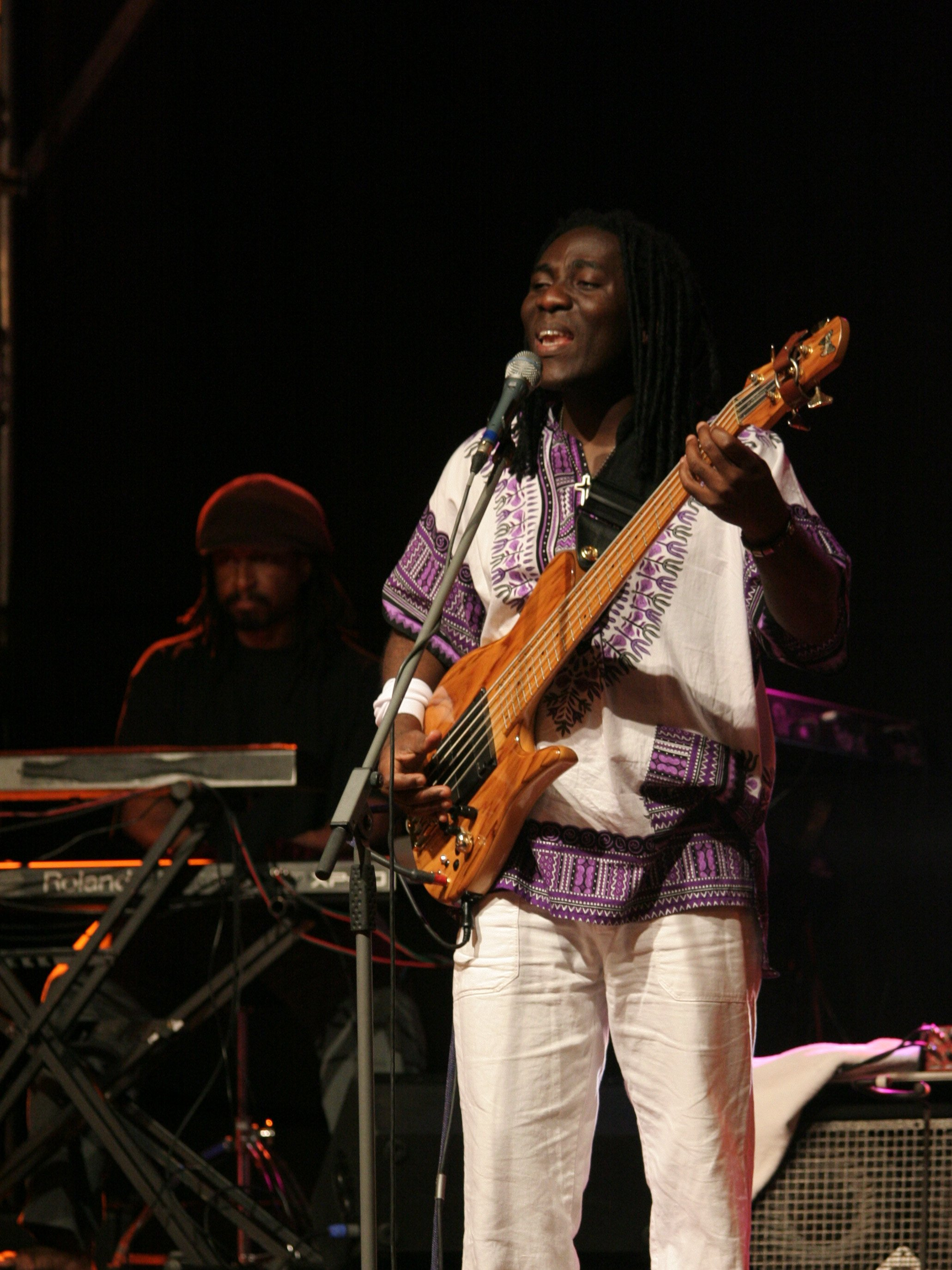
En concert en Pologne en 2007.

### Enfance, éducation et débuts
Richard Bona naît en 1967 à Minta au Cameroun, dans une famille de musiciens,. Son grand-père est chanteur et percussionniste, sa mère, également chanteuse. À quatre ans, il s'initie au balafon. Dès cinq ans, il se produit dans l'église de son village (Paroisse Sainte-Croix de Minta). Son talent est vite remarqué et il anime fêtes et cérémonies,. D'un milieu pauvre, il utilise des câbles de frein volés dans un magasin de cycles pour se fabriquer une guitare,. Sa famille s'installe à Douala. Bona sèche régulièrement les cours pour s'entraîner. Le soir, il fait le bœuf dans les clubs de la ville et joue notamment avec Messi Martin. En 1990, il monte son premier orchestre pour un club de jazz de Douala tenu par un Français. Le propriétaire lui fait découvrir le jazz et notamment Jaco Pastorius. Il décide alors de jouer de la basse,.

### Carrière
Richard Bona émigre en Allemagne à 22 ans, puis arrive en France, pour suivre des études de musique. Il joue alors régulièrement dans des clubs de jazz et se produit aux côtés de Jacques Higelin, Didier Lockwood, Manu Dibango, Salif Keita, Francis Lassus, etc. En 1995, il se voit refuser la prolongation de son titre de séjour et est contraint de quitter le territoire français,. Il repartira au Cameroun. Mais Harry Belafonte ira le chercher pour le faire jouer dans son orchestre,. C'est ainsi qu'il s’établit à New York, aux États-Unis. Là encore, il écume les boîtes de jazz, et travaille avec des artistes comme Larry Coryell, Michael et Randy Brecker, Pat Metheny, Mike Mainieri, Mike Stern, Steve Gadd, Russell Malone, le batteur et percussionniste d'origine indienne Trilok Gurtu ou encore Joe Zawinul. Richard Bona joue également avec le guitariste béninois Lionel Loueke et au sein du groupe Soulgrass du saxophoniste Bill Evans.
Son premier album solo, Scenes from My Life, est édité en 1999 par Columbia Jazz, filiale de Sony Music. En 2001, Pat Metheny et Michael Brecker participent à l'enregistrement de son 2e album, Reverence. Bona intègre le groupe de Pat Metheny pour une tournée mondiale, effectuée l'année suivante. Salif Keïta participe à l'enregistrement de deux titres de l'album Munia: The Tale, sorti en 2003. En mai 2004, Richard Bona est récompensé aux Victoires du jazz dans la catégorie « meilleur artiste international de l'année ».

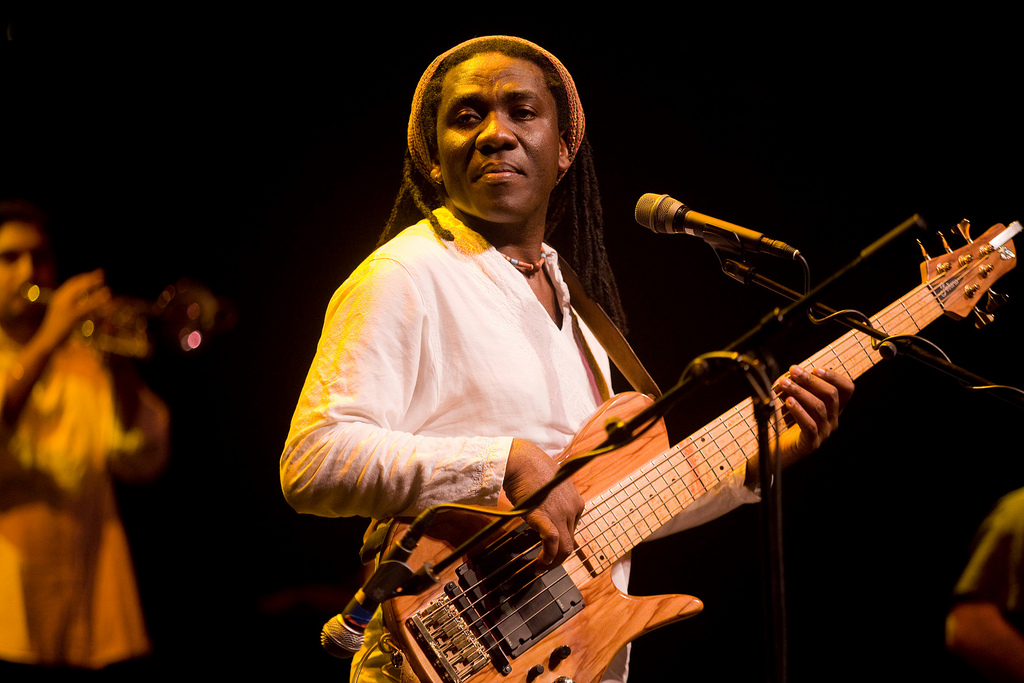
Bona en concert en 2010.

En 2005, Richard Bona participe au festival international de jazz de Montréal aux côtés de Bobby McFerrin lors d'une prestation live improvisée. La même année, sort son 4e album solo, intitulé Tiki. Il est enregistré au Brésil, avec la participation du chanteur Djavan et de Susheela Raman. Tiki est nommé aux Grammy Awards dans la catégorie « Best Contemporary World Music Album ». L'album Bona Makes You Sweat, enregistré en public, sort en 2008. Le bassiste entreprend une tournée européenne. Richard Bona s'est produit avec le guitariste béninois Lionel Loueke en mai 2009 lors du 10e anniversaire du San Francisco Jazz Festival (en). La même année sort l'album The Ten Shades of Blues, sur lequel sont invités des musiciens de différents continents,. Bona joue en juillet 2010 au XVIe festival des Enfants du jazz à Barcelonnette (Alpes-de-Haute-Provence). Il participe également à la troisième édition du festival mondial des arts nègres qui se tient à Dakar en décembre 2010.
En 2012, Richard Bona reçoit le Grand prix jazz de la Sacem. Son album Bonafied est édité en mai 2013 par EmArcy Records, un label d'Universal Music Group.
En 2013, il accompagne, avec le guitariste Louis Winsberg, la chanteuse Mélanie Charles à la soirée de clôture du festival de jazz de Port-au-Prince.
En Mars 2018, Richard Bona ouvre un club-restaurant.
En mai 2020, il fait un single sur le massacre de Ngarbuh. En juin 2020, il fait une parodie sur les quincailleries Fokou, de l'industriel Bernard Fokou. Cette chanson est aussi une critique à l'égard du régime camerounais et de ses dérives.
Il possède la nationalité américaine, ce que le code de la nationalité camerounaise lui interdit théoriquement.

## Style musical et influences
Durant son enfance, Richard Bona découvre la basse par l'intermédiaire de musiciens africains comme Jean Dikoto et Vicky Edimo. Il opte pour l'instrument après avoir écouté Jaco Pastorius.

## Récompenses
- 2004 : Victoires du jazz dans la catégorie Artiste ou formation international(e) de l'année
- 2012 : Grand prix jazz de la Sacem pour Bonafied.
- 3 nominations aux Grammy Awards et 1 récompense

## Discographie

### Singles
- 2011 : Emmène moi là-haut
- 2020 : Ngarbuh
- 2020 : Allô Fokou
- 2020 : Afreekha
- 2024 : Il y avait quoi avant ?

### En concert
- 2008 : Bona Makes You Sweat (EmArcy Records)
- 2019 : Mulema (Live at TED)

### Collaborations
- 1992 : basse sur l'album Cap Fréhel d'Éric Le Lann
- 1994 : basse, contrebasse et synthé-basse sur l'album Aux Héros de la Voltige de Jacques Higelin (EMI)
- 1996 : basse et chœurs sur l'album My People de Joe Zawinul (Escapade Music)
- 1997 : basse sur l'album Spaces Revisited de Larry Coryell (Shanachie)
- 1997 : basse sur l'album live World Tour de Joe Zawinul
- 1999 : chant sur le morceau Strength sur l'album The Prayer Cycle de Jonathan Elias (Sony Classical)
- 2000 : basse sur Love Stories de Frank McComb (Sony/Columbia)
- 2001 : basse, chœurs et kalimba sur l'album Voices de Mike Stern (Atlantic Records)
- 2002 : basse, chœurs et chant sur l'album Faces & Places de Joe Zawinul (ESC)
- 2002 : basse, guitare, percussion et chant sur l'album Speaking Of Now de Pat Metheny (Warner Bros)
- 2002 : Guitare sur l'album "Come Dream With Me" de [Jane Monheit]
- 2003 : basse sur l'album Irreplaceable de George Benson
- 2003 : basse sur l'album Word of Mouth Revisited en hommage à "Jaco Pastorius"
- 2004 : basse, percussions et kalimba sur l'album These Times de Mike Stern (ESC)
- 2004 : Toto Bona Lokua, album collégial coécrit avec Gérald Toto et Lokua Kanza (No Format!)
- 2005 : basse sur l'album Plus Vivant de Lokua Kanza (EmArcy Records)
- 2005 : guitare, percussion et chant sur l'album The Way Up de Pat Metheny (Nonesuch Records)
- 2006 : basse et chœurs sur l'album Who Let The Cats Out de Mike Stern (Heads Up International)
- 2006 : basse sur l'album Smoke 'n' Mirrors de Lee Ritenour (Peak Records)
- 2008 : contrebasse, chant et chœurs, pour le titre Drume Negrita sur l'album Gracias de Omara Portuondo (World Village)
- 2011 : chant et chœurs, pour le titre La Javanaise sur l'album From Gainsbourg to Lulu de Lulu Gainsbourg (Fontana)
- 2011 : chant, pour le titre Bodimbea sur l'album Dube L'am de Charlotte Dipanda (Fait main productions)
- 2012 : chant, chœurs pour le titre KO Palu Malaria Anthem sur le projet Malaria No More avec Petit Pays, Lady Ponce, Siné, Jovi et bien d'autres.
- 2012 : chant, chœurs et basse pour les titres Cameroon et Light sur l'album All Over the Place de Mike Stern
- 2016 : chant et basse pour le titre Raíces sur l'album Tocororo de Alfredo Rodríguez
- 2017 : Bondeko, album collégial coécrit avec Gérald Toto et Lokua Kanza (No Format!)
- 2018 : basse sur Coffee Break de Jonah Nilsson[17]